# PerfectGoal
PerfectGoal (онлайн-игра на платформе интернет-браузера) — это симулятор футбольного менеджера, который разработан фирмой Art-e-Fakten из Ганновера, при непосредственном участии легендарного профессионального футболиста, чемпиона мира Герда Мюллера (Gerd Müller). Поэтому название игры носит его имя «PerfectGoal Герда Мюллера». Официальный старт игры состоялся 01.10.2009.

## Принцип игры
При регистрации каждый игрок, для начала, выбирает часовую зону, в которой он хотел бы играть, так как встречи проходят в заранее установленное игровое время.
Матчи могут начинаться в следующее время: 07:30, 10:15, 13:00, 15:45, 18:30 и 21:15. При этом каждая игра проходит в режиме реального времени, включая 15-минутный перерыв.
Новый пользователь получает базовый стадион и команду из 15 игроков, включая тренера. Новая команда очень молода и плохо подготовлена. В течение игры с каждым днём увеличивается сила состава команды за счёт правильной тренировки, приобретения необходимых игроков и работой с юниорами.
Начинают с сервера квалификации, на котором с 15:45 ежедневно проходят 3 матча. При этом необходимо учитывать расстановку игроков на поле, их качества и навыки и не забывать про тренировку состава команды.
Во время матча можно также влиять на ход событий, изменяя тактику и манеру игры, применяя прессинг и контратаку, ну и, конечно же, поддержкой фанатов команды.

## Сезоны, соревнования, кубки
Если же новый пользователь через пару-тройку дней почувствует себя готовым померяться силами в играх лиг, то он может выбрать для перехода один из подходящих серверов лиг. Эти сервера также располагаются в различных часовых зонах. Переход на сервера лиг происходит всегда по понедельникам, так как начало нового сезона на серверах стран приходится, соответственно, на вторник, с интервалом в одну неделю.
Сезон включает в себя 34 игровых дня и последний, свободный от игр, понедельник. 

Каждый сервер имеет 63 лиги по 18 команд в каждой, соответственно в сумме 1134 команды. Они располагаются по принципу пирамиды. 

Профессиональные лиги: одна 1-я лига, две 2-х лиги, четыре 3-х лиги.
Любительские лиги: восемь 4-х лиг, 16 5-х лиг и тридцать две(32) 6-х лиги.
Игры лиги соответственно проходят по вечерам в 18:30. Регламент, а также таблицы ведутся по установленным футбольным правилам.
Каждый сезон дополнительно проходит минимум один кубковый турнир (PerfectCup). В 21:30 здесь играют друг против друга команды по системе К.О. и три лучших клуба с каждого из серверов получают кубок, который можно увидеть в «Обзоре команды».

## Стадион и периферия
Параллельно пользователь может застраивать свой стадион трибунами, стоячими и сидячими местами, ложами и VIP-кабинками, а также добавить до 200 разно-уровневых элементов, от, например, прожекторов, табло, скамеек запасных игроков до отелей, фаншопов и спортивных школ. На посещаемость стадиона, а тем самым на доходы клуба с продаж билетов и сопутствующих элементов, влияют множество факторов, среди них: стоимость входных билетов, уровень инфраструктуры, погода, лига и соперник.

## Интерфейс игры
Игра имеет прекрасную графику. Многочисленные обзоры, такие, как офис менеджера, территория клуба или постройки, все они представлены в виде реалистичной 3D-графики. Расстановка для игры происходит методом Drag&Drop со скамейки запасных, но по желанию можно воспользоваться автоматическими настройками, которые предлагаются системой.
Единственным, на данный момент, элементом Flash в игре является Колесо Фортуны. Здесь каждый получает возможность за один Чип попытать удачу. Можно выиграть до 80 различных призов, например, жетоны (валюта игры) или Items и даже лицензии.
За происходящим во время одной или нескольких игр можно наблюдать, открыв трансляцию «Live-Ticker», в которой поминутно отображаются последние события на стадионе, здесь можно также активировать различные игровые действия и управлять поддержкой зрителей и фанатов.

## География игры
Игра целиком локализована на много языков и сейчас имеется возможность играть на русском, немецком, английском, французском, испанском, португальском, польском, болгарском и турецком языках. Также имеется тех.поддержка для этих языков.
С момента старта игры уже зарегистрировалось более 110.000 пользователей со всего мира. В настоящее время большая часть, около 40.000, активных пользователей приходится на Германию и Польшу.
В игре имеется для каждой языковой группы свой Чат для быстрого общения, а также система новостей.

## Коммерция в игре
Игра финансируется продажей Items, которые увеличивают комфортность в игре и предоставляют дополнительные возможности. В Itemshop игроку предоставляется возможность приобретать среди прочего подарки для мотивации, барабаны для зрителей, чипы для Колеса Фортуны или же лицензию менеджера. Эта лицензия содержит многочисленные другие Items и расширенные возможности, с которыми, например, лучше оценивается сила тренировки соперника, можно планировать на более длительные периоды или узнавать величину таланта игрока на рынке трансферов.
Единственным платным ограничением в регулярном игровом процессе является профи-сертификат для трёх высших лиг. Он стоит 1,50 € на один сезон(35 дней), но может также быть получен на Колесе Фортуны.
Приобретая так называемые «Times», игрок может, используя их, сокращать время выполнения различных задач, например, быстрее заканчивать строительство, сокращать время на восстановление после травм или нахождения на тренировочной базе.
В игре отсутствуют рекламные баннеры и объявления.

## Целевая аудитория
Игра не содержит сцены насилия или иных аморальных материалов и поэтому подходит для всех возрастных групп. С одной стороны, она рассчитана на знатоков и поклонников футбола, с другой — также и для игроков, которые увлекаются строительными или экономическими симуляторами и для них вопрос управления клубом гораздо важнее, чем его спортивные достижения.

## Награды, достижения
В декабре 2009 PerfectGoal был отмечен порталом browsergames.de как трёхкратный победитель в следующих категориях: лучшая графика, наивысшее игровое удовольствие и лучшая игра в категории Спорт.

## Усовершенствование, развитие
В настоящее время ведётся работа по усовершенствованию основных модулей игры и ожидается, что в начале 2011 года выйдет новая версия игры, с новыми дополнительными функциями, среди которых более комфортный чат-модуль и Зал Славы.
С мая 2010 PerfectGoal был добавлен в ряд партнёрских программ и представлен на портале онлайн-игр Playnik.